# Agyrta macasia
Agyrta macasia är en fjärilsart som beskrevs av William Schaus 1924. Agyrta macasia ingår i släktet Agyrta och familjen björnspinnare. Inga underarter finns listade i Catalogue of Life.